# Trachycardium egmontianum
Trachycardium egmontianum is een tweekleppigensoort uit de familie van de Cardiidae. De wetenschappelijke naam van de soort is voor het eerst geldig gepubliceerd in 1856 door Shuttleworth.